# John Laird
John Laird, född 17 maj 1887, död 5 augusti 1946, var en brittisk filosof.
Efter studier i Edinburgh och Cambridge för bland andra William Ernest Johnson och George Edward Moore kom Laird att självständigt utveckla en modern realism bland annat i verken Problems of the self (1917), A study in realism (1920), A study in moral theory (1926), The idea of value (1930), Knowledge, belief, and opinion (1930), samt Hume's philosophy of human nature (1932). Han blev professor i Belfast 1915 i Aberdeen 1925. 1924 publicerade han en självbiografi i Contemporary british philosophy.